# يلي شاهو
يلي شاهو (بالألبانية: Ylli Shehu‏) هو لاعب كرة قدم ألباني في مركز الهجوم، ولد في 13 مارس 1966 في تيرانا في ألبانيا. شارك مع منتخب ألبانيا لكرة القدم. أما مع النوادي، فقد لعب مع بارتيزاني تيرانا وسيركل بروج ونادي أبولون سميرني.

## وصلات خارجية
- يلي شاهو على موقع قاعدة بيانات كرة القدم.إي يو (الإنجليزية)
- يلي شاهو على موقع ناشيونال فوتبول تيمز (الإنجليزية)
- يلي شاهو على موقع عالم كرة القدم.نت (الإنجليزية)